# Santa Teresa (Guanajuato)
Santa Teresa es una localidad del estado mexicano de Guanajuato. Es parte del municipio de Guanajuato.

## Toponimia
El nombre de la población hace referencia a la santa patrona de la localidad: Teresa de Ávila.

## Demografía
| Gráfica de evolución demográfica |
|                                  |

| Censo | Población |
| ----- | --------- |
| 1900  | 315       |
| 1910  | 312       |
| 1921  | 244       |
| 1930  | 333       |
| 1940  | 460       |
| 1950  | 584       |
| 1960  | 446       |
| 1970  | 952       |
| 1980  | 892       |
| 1990  | 2 355     |
| 2000  | 4 573     |
| 2010  | 6 998     |
| 2020  | 7 785     |